# Harama Ghatta, Shimoga
Harama Ghatta là một làng thuộc tehsil Shimoga, huyện Shimoga, bang Karnataka, Ấn Độ.